# Par (arquitectura)

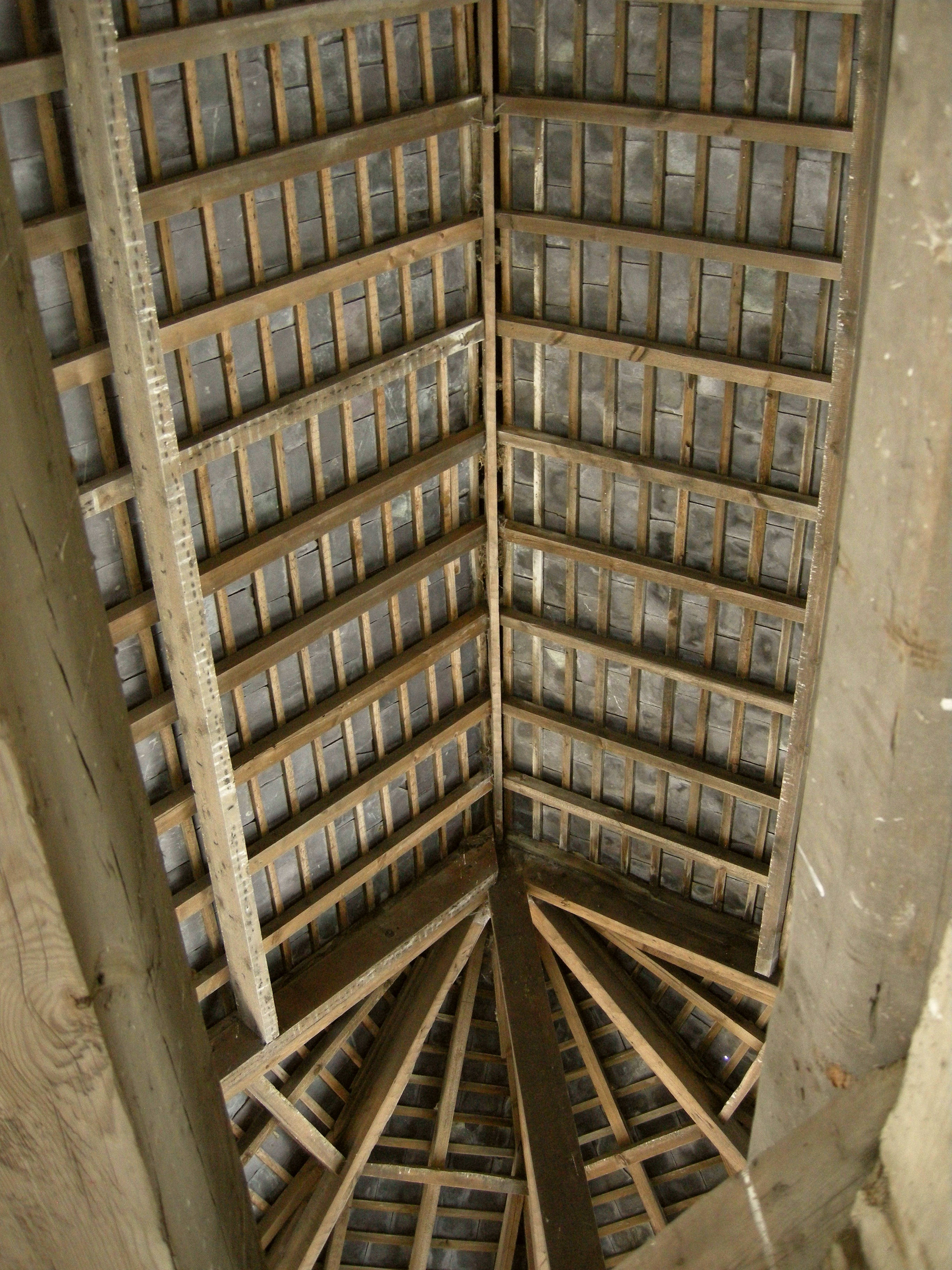
Pares sin nudillos en una cubierta a para e hilera es el tipo más común de tijeral. No siempre hay una hilera o una viga donde se unen las partes superiores de los pares. Debajo de las secciones medias de los pares hay correas que soportan los cabrios y se apoyan en los pares. Este techo termina en un faldón octogonal.

En arquitectura y construcción, un par es uno de una serie de elementos estructurales inclinados, como vigas de madera que se extienden desde la hilera o la limatesa hasta el estribo o solera de la pared, el perímetro de pendiente descendente o el alero, y que están diseñados para soportar las tejas del techo, la plataforma del techo y sus cargas asociadas. En la construcción de viviendas, los pares normalmente están hechos de madera. Los pares pueden quedar expuestos y es una característica de algunos estilos de techo tradicionales.

## Tipos
Hay muchos nombres para los pares según su ubicación, forma o tamaño (ver más abajo).
Los techos más antiguos que se conservan en Europa son de pares sobre un tirante; este conjunto se conoce como "par  tirante". Más tarde, se mezclaron pares con cabrios, lo que se denomina sistema de techo mayor/menor o primario/secundario.
Históricamente, muchos pares, incluidas los pares de la limatesa, a menudo se estrechaban en altura de 1/5 a 1/6 de su ancho, con el extremo más grande en el pie. El arquitecto George Woodward analizó su propósito en 1860: "Se puede tener la misma cantidad de fuerza con una menor cantidad de madera. Hay un trabajo adicional al aserrar tales pares, así como también se debe hacer un cálculo diferente al usar un registro para la mejor ventaja. Siempre es necesario ordenar esta lista especial de pares directamente del molino, y el resultado será que el costo adicional, nueve de cada diez veces, superará la cantidad ahorrada ". [3] 
Una pieza agregada al pie para crear un voladizo o cambiar la inclinación del techo se llama rueda dentada o coyau en francés. La pieza saliente en el frontón de un edificio que forma un voladizo se llama mirador.
Un par se puede reforzar con una riostra que en castellano se denomina tornapunta, una correa principal, un nudillo o, en raras ocasiones, una viga auxiliar que puede ser un cabrio (ver más abajo).
Los tipos de pares incluyen:
- Par: es una viga más grande e inclinada. Por lo general, se ensambla directamente en un viga de amarre horizontal denominada tirante. Por lo general, el propósito de tener una viga más grande es llevar una correa que soporte las vigas en cada tramo. En castellano se denomina pares a este tipo de vigas.
- Cabrio: es una viga menos, siendo más pequeña que un par. Un "techo de par/cabrio" o "techo doble" es aquel en el que hay tanto pares como cabrios. (También llamado mayor/menor, primario/secundario).
- Viga auxiliar (acolchada, compuesta, secundaria, subviga): una viga secundaria debajo y que soporta un par. Es un tipo poco frecuente de viga.
- Viga de compás: una viga curvada o arqueada en la parte superior (la superficie superior de una viga se llama su "espalda") o ambas superficies superior e inferior.
- Los pares suelen estar hechos de pino o cedro. Para pares de luz más larga, los fabricantes de materiales de construcción han creado vigas LVL (madera de chapa laminada) que pueden ser de 2 a 5 veces más largas que los pares de madera típicas.
- En EE. UU., la mayoría de los pares de madera tienen una longitud máxima de 20 pies.[5] Si se necesita un par más larga, LVL es la alternativa de combinación ideal